# Liphakoe FC
O Liphakoe FC é um clube de futebol com sede em Moyeni, Lesoto. A equipe compete na Lesotho Premier League.

## História
O clube foi fundado na década de 70.